# Usakos
Uasakos, che nella lingua aborigena locale significa "agguanta il tallone"
è una città situata sulle sponde del fiume Khan, 140 km a nord-est di Swakopmund, nella regione Erongo della Namibia. È ubicata vicino alla strada B2 che attraversa tutto il deserto del Kalahari e collega la Walvis Bay a Johannesburg. La città possiede un territorio di 58 km quadri e nel novembre 2010
è stata declassata al rango di semplice villaggio.
L'insediamento fu fondato nel 1900 come stazione di rifornimento per le locomotive a vapore a servizio della ferrovia che collegava la miniera della Otavi Minen und Eisenbahngesellschaft, la Otavi Mining and Railway Company, che arrivò qui lungo il suo percorso da Swakopmund verso Tsumeb.
Usakos è circondata da montagne e questo fatto lo rende un posto molto pittoresco. Certi punti panoramici vicino alla città possono offrire l'orizzonte più estesa che ci sia, senza mai essere interrotta da un edificio, linee elettriche etc..., ed è la cittadina più vicina alla vetta del Spitzkoppe, il "Matterhorn della Namibia. 
La stazione ferroviaria di Usakos collega le linee che da Tsumeb, il confine con l'Angola, la città di Outjo, e di Grootfontein, convergono e si dirigono poi verso la città di Windhoek.
Nella città possiede diverse filiali di banche e offre vari altri servizi. Nella città di Usakos sono nati i politici Alpheus Naruseb, Tsudao Gurirab e Michael Goreseb.